# Lala–1
A Lala–1 (Latające laboratorium, magyarul: repülő laboratórium) az An–2-esen alapuló lengyel kísérleti repülőgép, amelyet a varsói Repülési Intézetben terveztek és a WSK-Mielec repülőgépgyárban építettek egy példányban az 1970-es évek elején a PZL M–15 Belphegor sugárhajtású mezőgazdasági repülőgép koncepciójának a kipróbálásához.

## Története
Az 1960-as évek közepén a szovjet kormány a gazdaság modernizálásának részeként a mezőgazdasági termelés növelését és korszerűsítését is célul tűzte ki, mely az eddig használt An–2 mezőgazdasági repülőgépek helyett nagyobb teljesítményű, az iparszerű termelés igényeit jobban kielégítő repülőgépet igényelt. A Szovjetunió repülőgépipari minisztériuma 1970-ben írt ki pályázatot egy új, nagyteljesítményű mezőgazdasági repülőgép tervezésére. A pályázat nyertese az akkor az Arszenyjevi Repülőgépgyárban dolgozó Riamir Izmajlov és tervezőcsoportja által készített I–711 sugárhajtású mezőgazdasági repülőgép terve volt, amelynek kifejlesztése és gyártása később államközi egyezmény alapján Lengyelországba, a WSK-Mielec repülőgépgyárhoz került, az eredménye pedig a PZL M–15 Belphegor mezőgazdasági repülőgép lett.
A sugárhajómű mezőgazdasági repülőgépen történő alkalmazásának  a tanulmányozására a varsói Repülési Intézet (IL) 1971-ben kidolgozott egy kísérleti repülőgépet. Ehhez egy sorozatgyártású, a mieleci repülőgépgyárban készült An–2R repülőgépet vettek alapul, amelyet átalakítottak. Levágták a törzs hátsó részét, ahová az új géphez szánt AI–25 gázturbinás sugárhajtóművet építették be (miközben meghagyták a gép eredeti csillagmotorját is), valamint az I–711-es terven megfelelő elrendezésű osztott vezérsíkkal szerelték fel. A repülőgép átépítését a WSK-Mielec repülőgépgyár végezte.
Az átalakított repülőgép 1972. február 10-én emelkedett első alkalommal a levegőbe Andrzej Abłamowiczcsal, a Repülési Intézet berepülő-pilótájával a fedélzeten, akkor kizárólag az eredeti csillagmotorja segítségével. Ez első sugárhajtóműves repülést 1972. április 26-án történt. A repülőgéppel szerzett tapasztalatokat az M–15 tervezésénél hasznosították. A tesztrepülések után a Lala–1-t szétbontották.

## Jellemzői
Teljesen fémépítésű, kétfedeles repülőgép, amely az An–2R-en alapul. A törzs hátsó részét eltávolították és oda építették be az AI–25 gázturbinás sugárhajtóművet, amelynek levegőbeömlő nyílását a törzs jobb oldalán alakították ki. A törzs hátsó részének eltávolításával megszűnt az ajtó is, ezért a pilótafülke bal oldalán új bejáratot alakítottak ki, amelyhez a törzs oldalán egy létra vezetett. A törzsben kapott helyet a sugárhajtómű 400 literes üzemanyagtartálya és egy vegyszeres tartály. Az osztott függőleg vezérsíkokat és a kettő összekötő vízszintes vezérsíkot a kormányfelületekkel egy acélcsövekből készített hegesztett rácsszerkezet kapcsolta a törzshöz, amely magasan kiemelte a vezérsíkokat a sugárhajtómű mögötti áramlásból. A repülőgépet a tesztekhez szükséges vegyszerszóró berendezéssel is felszerelték.

## Műszaki adatok

### Geometriai méretek és tömegadatok
- Fesztáv: 18,2 m
- Hossz: 12,4 m
- Szárnyfelület: 71,5 m²
- Magasság: 4 m
- Üres tömeg: 4440 kg
- Legnagyobb felszállótömeg: 5500 kg

### Hajtómű/motor
- Hajtóművek száma: 2 db
- Típusa: 1 db. PZL-ASz–62IR csillagmotor (736 kW), 1 db AI–25 gázturbinás sugárhajtómű

### Repülési adatok
- Gazdaságos utazósebesség: 180 km/h
- Maximális sebesség: 200 km/h
- Leszálló sebesség: 60 km/h
- Emelkedőképesség: 7 m/s
- Utazómagasság: 7000 m
- Hatótávolság: 180 km